# A-373
La A-373 es una carretera andaluza en las provincias de Cádiz y Málaga. Comunica Villamartín con la Serranía de Ronda.
- Datos: Q5653303